# Ліпке Голтгуйс
Ліпке Бейделей Голтгуйс (21 квітня 1921 — 7 березня 2008)  — голландський карцинолог, який вважається одним із «безперечно великих» карцинології  і «найбільшим карцинологом нашого часу». 
Голтгуйс народився в Проболінго, Східна Ява, і отримав ступінь доктора в Лейденському університеті 23 січня 1946 року . У 1941 році він був призначений помічником куратора Rijksmuseum van Natuurlijke Historie (нині Naturalis ) у Лейдені. Він був найпліднішим карцинологом 20-го століття, опублікувавши 620 статей (108 з яких були в журналах Лейденського музею ) загальним обсягом 12 795 сторінок, що в середньому становить 185 сторінок на рік і в середньому приблизно 21 сторінку на публікацію. Вони були опубліковані про багато груп ракоподібних, їхню природну історію та номенклатуру, а також історію карцинології. Цей постійний потік публікацій привів до опису 428 нових таксонів: 2 нових родин, 5 підродин, 83 родів і 338 видів. 67 таксонів були названі на його честь у період з 1953 (Hippolyte holthuisi) до 2009 (Caridina holthuisi, Lysmata holthuisi). Однак у Fransen, CHJM, De Grave, S., Ng, PKL 2010,  на його честь названо ще 50 таксонів.
У 1972 році Голтгуйс отримав звання почесного доктора Норвезького університету науки і техніки (NTNU) . 

## Публікація про Голтгуйса
- (Голландською) Alex Alsemgeest & Charles Fransen [et al.]: In krabbengang door kreeftenboeken. De Bibliotheca Carcinologica L.B. Holthuis. Leiden, Naturalis Biodiversity Center, 2016. ISBN 978-90-6519-013-0

## Зовнішні посилання
- Підбірка статей, опублікованих Л. Б. Голтгуйсом у Лейденському музеї [Архівовано 27 лютого 2012 у Wayback Machine.]